# Stevie Wonder Live
Stevie Wonder Live è un album live di Stevie Wonder, pubblicato dalla Motown nel 1970.

## Tracce
1. Intro/Pretty World 3:20
2. Sunny 2:41
3. Love Theme from Romeo and Juliet (A Time for Us) 3:00
4. Everybody's Talkin' 2:53
5. My Cherie Amour 2:55
6. Yester-Me, Yester-You, Yesterday 2:36
7. I've Gotta Be Me/Once in a Lifetime 5:57
8. A Place in the Sun 2:20
9. Down to Earth 2:24
10. Blowin' in the Wind 6:30
11. By the Time I Get to Phoenix 4:00
12. Ca' Purange 6:45
13. Alfie 5:00
14. For Once in My Life/Thank You Love 3:37